# Vůz Btax780 ČD
Přípojné vozy řady Btax780, číslované v intervalu 50 54 24-29, v 70. letech označené Blm, v 80. a 90. letech označené Baafx, do roku 2009 označené řadou 010, jsou nejrozšířenějšími přípojnými vozy z vozového parku Českých drah. Všech 912 vozů této řady bylo vyrobeno v letech 1973–1983 ve Vagonce Studénce. Vozy jsou technicky a vzhledově příbuzné s motorovými vozy 810.

## Vznik řady
První dva prototypy byly vyrobeny v roce 1973. Sérová výroba začala v roce 1976 a trvala až do roku 1983. Celkem bylo vyrobeno 912 vozů této řady, jejich počet 1,5× přesahoval počet motorových vozů 810, ale na většinu výkonů postačoval vůz 810 s nejvýše jedním přípojným vozem. Proto většina těchto vozů neměla využití.

## Technické informace
Jsou to dvounápravové přípojné vozy o délce 13 970 mm. Jejich nejvyšší povolená rychlost je 80 km/h. Jsou vybaveny dvěma jednonápravovými podvozky typu VÚKV 8-807.8. Brzdová soustava je tvořena špalíkovou brzdou DAKO.
Vozy jsou vybaveny dvěma páry předsuvných nástupních dveří ovládaných madly. Dveře jsou za jízdy blokovány. Oddílové dveře jsou jednokřídlé s panty a klikou. Vozy mají šest párů oken výklopných v horní třetině. Čelní okna jsou neotvíratelná. Čela vozů jsou neprůchozí.
Vůz je půdorysně dělen na nástupní prostor s WC, nástupní prostor s ruční brzdou, který lze uzamknout a použít jako služební oddíl a velkoprostorový oddíl pro cestující. Oddíl pro cestující se skládá z šesti fiktivních oddílů. Místa k sezení jsou řešena jako lavice potažené červenou koženkou. Všechna místa k sezení jsou uspořádána podélně proti sobě a příčně 2 + 3. Zavazadlové police jsou příčné.
Vozy mají teplovzdušné naftové topení. Pro ohřev vzduchu jsou použity dva naftové agregáty TA 10.
Původní nátěr těchto vozů byl přes okna krémový a pod okny červený. Později byly vozy přelakovány do červeného nátěru se širokým žlutým pruhem pod okny kolem celého vozu vyjma dveří. Některé vozy byly přelakovány do nového modro-bílého ve stylu Najbrt.

## Modernizace
Vozy byly zmodernizovány na několik různých řad. Rozsah modernizace byl různý, v některých vozech byly pouze vyměněny sedačky, jiné byly předělány na vozy pro dopravu jízdních kol a některé prošly kompletní přestavbou.
V letech 1994 až 1998 byla v šesti vozech zrušena většina míst k sezení až na osm. Ve zbytku prostoru byl vybudován prostor pro přepravu jízdních kol. Vozy byly přeznačeny na řadu Ddax784. Úpravu provedlo DKV České Budějovice.
Dva vozy byly v roce 1997 v Pars nova Šumperk rekonstruovány na řadu Btax781. Ve vozech došlo k obměně interiéru včetně výměny sedaček, WC a ovládací madla nástupních dveří byla vyměněna za tlačítka.
Další vůz byl zmodernizován taktéž v roce 1997 v Pars nova. Nové označení tohoto vozu je BDtax783. Rozsah rekonstrukce byl podobný jako v předchozím případě, ale ve voze byl zrušen jeden fiktivní oddíl a místo něj byl vybudován prostor pro přepravu jízdních kol. Tento vůz jezdí na vlaku Cyklohráček.
V letech 2001–2005 bylo celkem 45 vozů v KOS Krnov přestavěno na vozy Bdtax785. Z vozů byly odmontovány všechny trojmístné lavice a na jejich místě byl vybudován prostor pro přepravu jízdních kol. Na rozdíl od výše zmíněných Ddax784 není nutná přítomnost personálu dopravce ve voze, protože dozor nad zavazadly provádějí přímo cestující.
Do roku 2012 bylo celkem 117 vozů přestavěno v jednotlivých depech na řadu BDtax782. Ve vozech byl zrušen jeden fiktivní oddíl ve prospěch prostoru pro přepravu jízdních kol.
V letech 2005–2012 bylo celkem 211 vozů v Pars nova přestavěno na řídicí vozy 914 a vložené vozy 014 motorových jednotek Regionova. Střední část vozu byla předělána na nízkopodlažní a ve vozech bylo vybudováno zázemí pro přepravu cestujících na vozíku. To se skládá mj. z prostorného WC. Došlo i k celkové modernizaci interiéru včetně dosazení audio-vizuálního informačního systému. Ve vozech řady 914 byl navíc vybudováno stanoviště strojvedoucího. Zároveň jednotka získala modernější vnější vzhled díky novým čelům a žluto-zelenému nátěru.
V roce 2016 byl vůz 229 upraven pro přepravu 20 jízdních kol. Počet míst k sezení byl snížen na 26.

## Provoz
Vozy šlo v průběhu let potkávat na různých osobních vlacích na skoro všech lokálních tratích v České republice. Ač vozy byly nejčastěji nasazovány s konstrukčně podobnými motorovými vozy řady 810, tak je šlo potkat i ve vlacích tažených lokomotivami, např. lokomotivy řady 714 byly speciálně upraveny pro provoz s těmito vozy.

### OCÚ Střed, SÚ Čerčany
Od 10. do 20. června 2024 je v provozu na lince S80 vůz 320, který sem byl zapůjčen z SÚ Praha Vršovice
S80 Čerčany — Chocerady – Sázava – Ledečko – Český Šternberk – Zruč nad Sázavou – Vlastějovice – Chřenovice – Ledeč nad Sázavou

### OCÚ Střed, SÚ Praha Vršovice
Zde je deponován vůz 320, který není pravidelně turnusován.

### OCÚ Východ, SÚ Veselí nad Moravou
S52 Zaječí – Velké Pavlovice – Kobylí na Moravě – Čejč – Mutěnice – Hodonín V provozu do 12. října 2024 druhou sobotu v říjnu v rámci akce Burčákový pochod
zdejší vozy slouží většinou jako záloha (například na linku S91) a případně nasazeny jako posilové vozy

### GW Train Regio
Kraslice – Sokolov ráno a odpoledne v pracovní dny mimo letních prázdnin.

### Railway Capital
Na lince T8 Most – Litvínov město — Osek město — Dubí — Mikulov v Krušných horách — Moldava v Krušných horách je vůz nasazován během prázdnin v soupravě uprostřed mezi dvěma motorovými vozy. Do GVD 2021/2022 pod hlavičkou Českých drah od GVD 2022/2023 pod hlavičkou Railway Capital. Od července 2023 se zde střídá s vozem Bdtax785 533.

### DKV Česká Třebová, PJ Česká Třebová
Do 31. srpna 2012 na trati Skalice nad Svitavou – Chornice:
S21 Skalice nad Svitavou – Boskovice – Šebetov – Velké Opatovice( – Jevíčko – Chornice do 10. prosince 2011)

## Historické vozy
- 010.072 (KŽC Doprava)
- 010.334 (České dráhy, depo Valašské Meziříčí)
- 010.342 (Hornoslezské zemské muzeum v Ratingen)
- 010.349 (NTM, depo Chomutov)
- 010.385 (Kolej-klub)
- 010.386 (Railway Capital)
- 010.388 (Vladimír Kříž, depo Kladno)
- 010.495 (FAN RAIL s.r.o.)
- 010.552 (KŽC Doprava)
- 010.596 (Zubrnická muzeální železnice)
- 24-29 635 (ing. Jiří Kotas)
- 011.029 (Železničná spoločnosť Slovensko, řazen v soupravě s motorovým vozem 810.004)
- 011.238 (Railway Capital, provozován na trati 135 Most - Moldava v Krušných horách)
- 011.345 (FAN RAIL s.r.o.)
- 011.624 (Detská železnica Košice)
- 011.635 (Zubrnická muzeální železnice)
- 011.636 (Railway Capital, provozován na trati 314 Opava východ - Svobodné Heřmanice)[zdroj?]
- 011.881 (Prievidzský Parostrojný Spolok)

## Fotogalerie

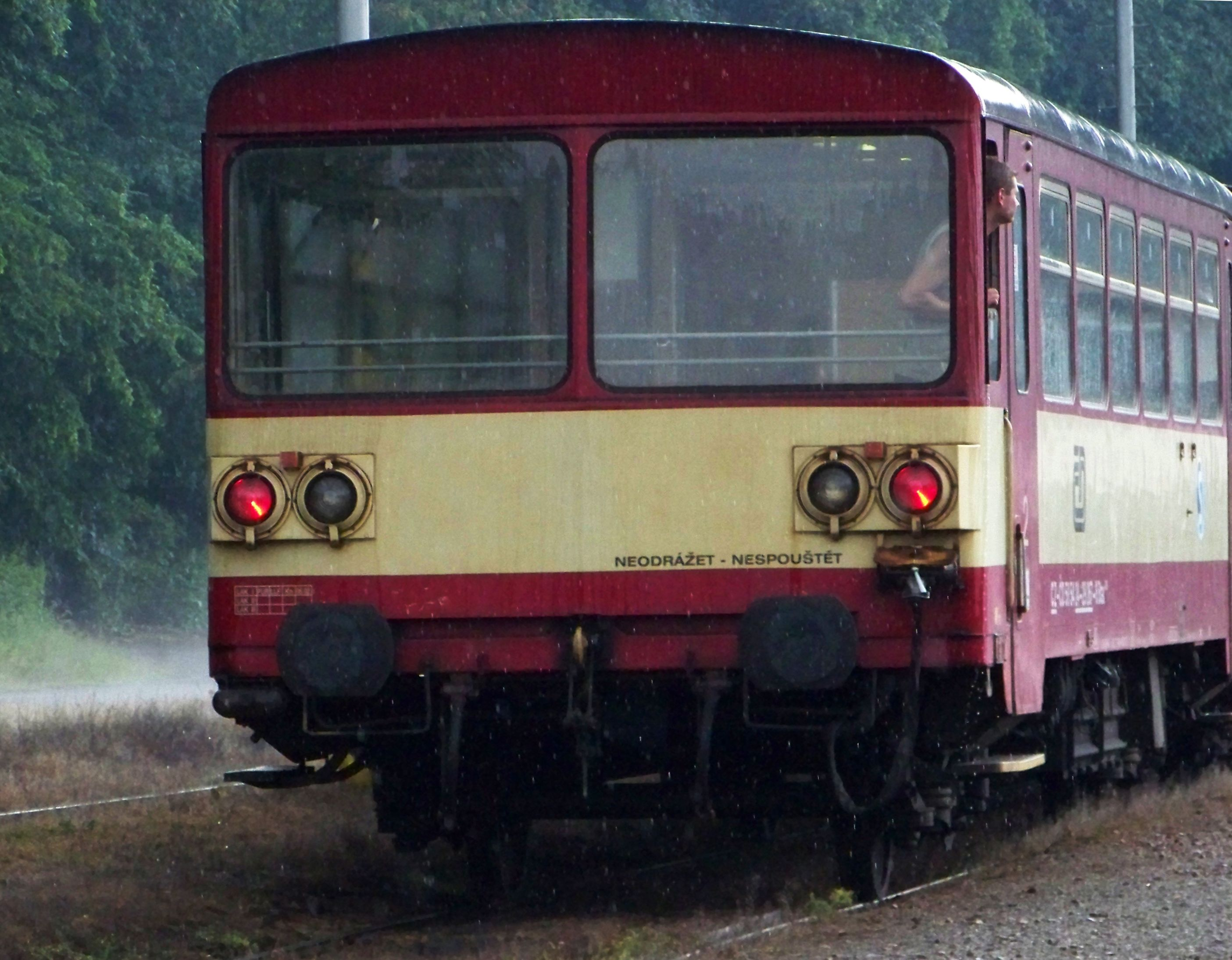
Čelo vozu Btax
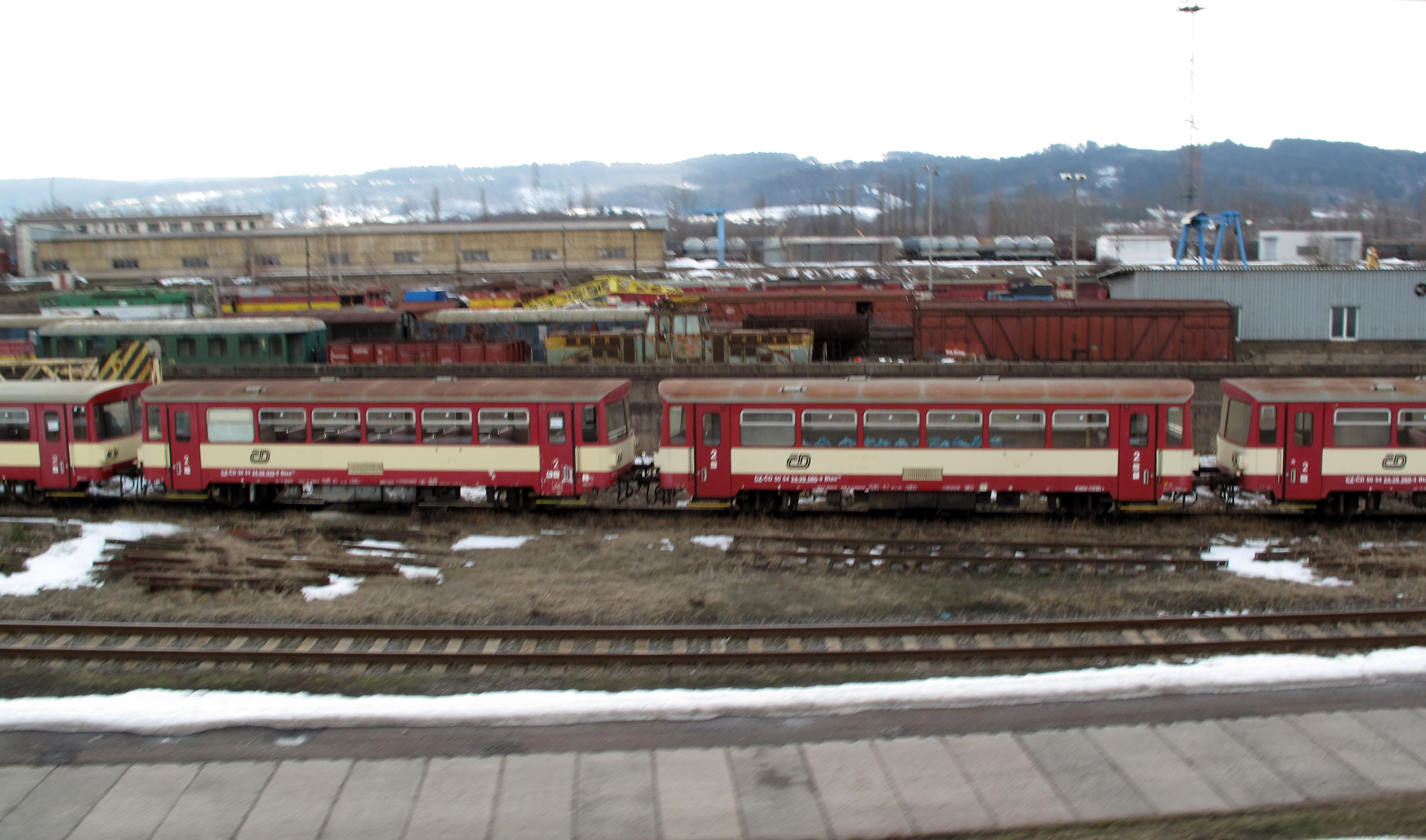
Vozy Btax v České Třebové čekající na sešrotování
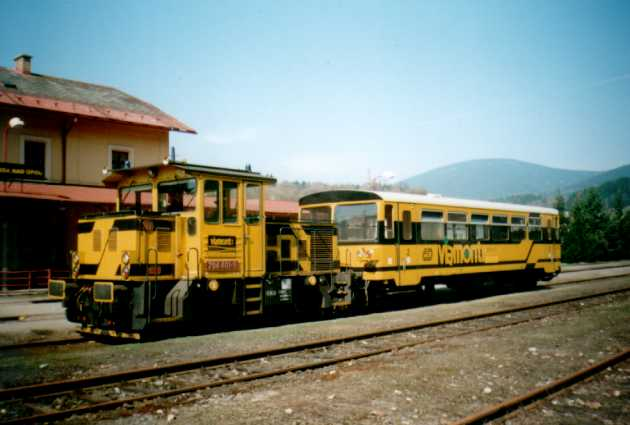
Vůz Btax v barvách společnosti Viamont
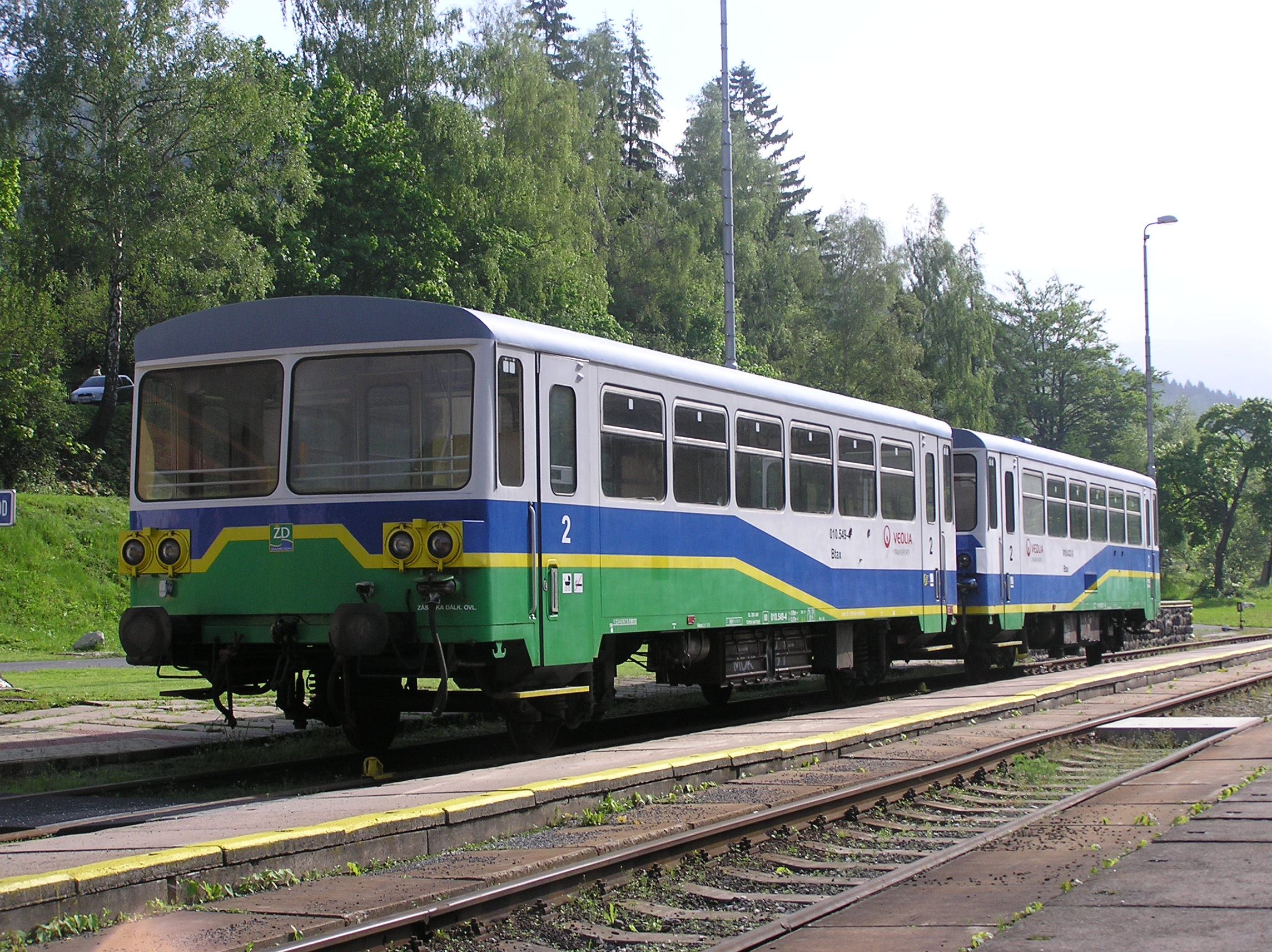
Přípojné vozy řady Btax provozovatele Železnice Desná
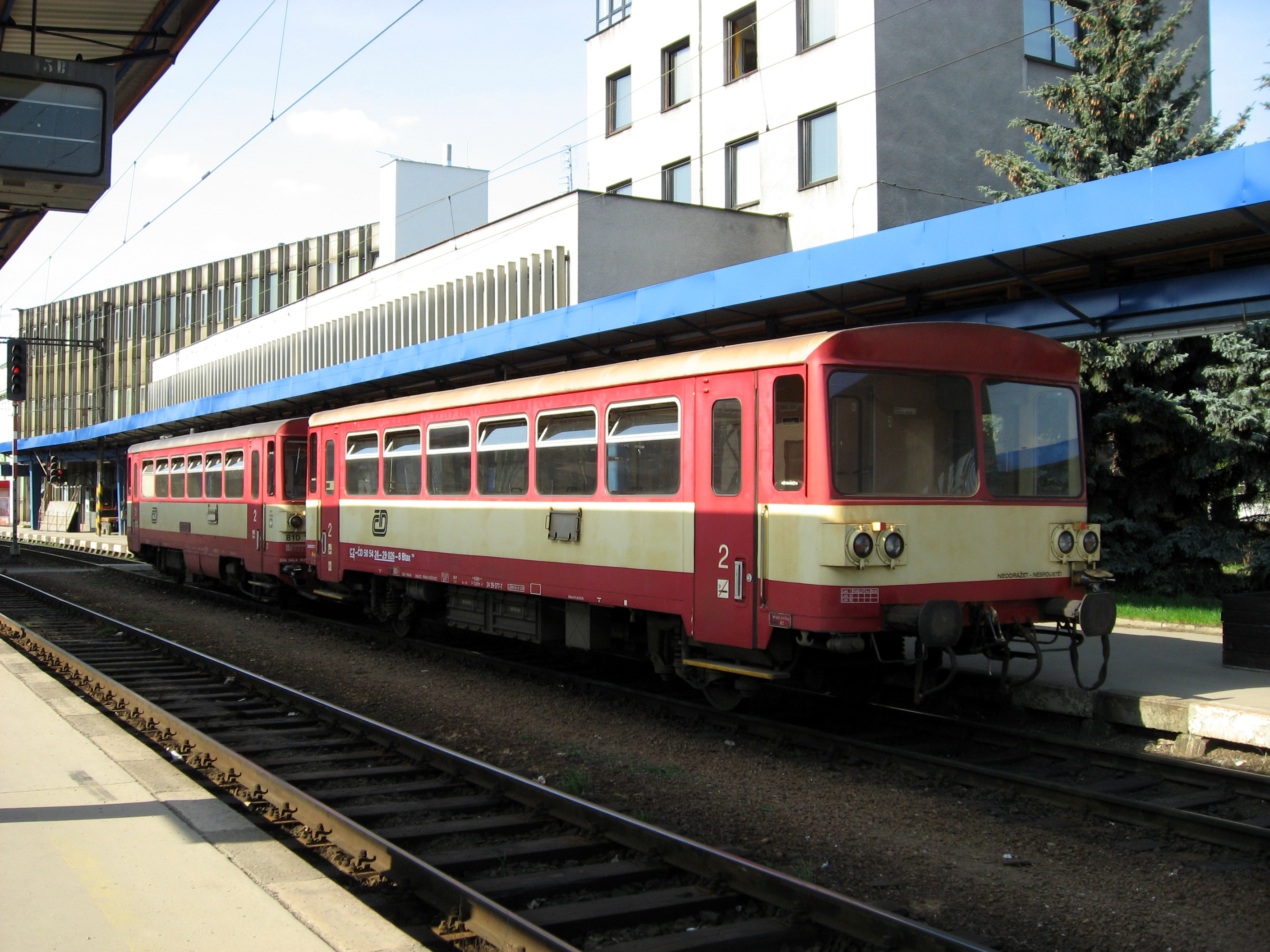
Vůz Btax v Havlíčkově Brodě
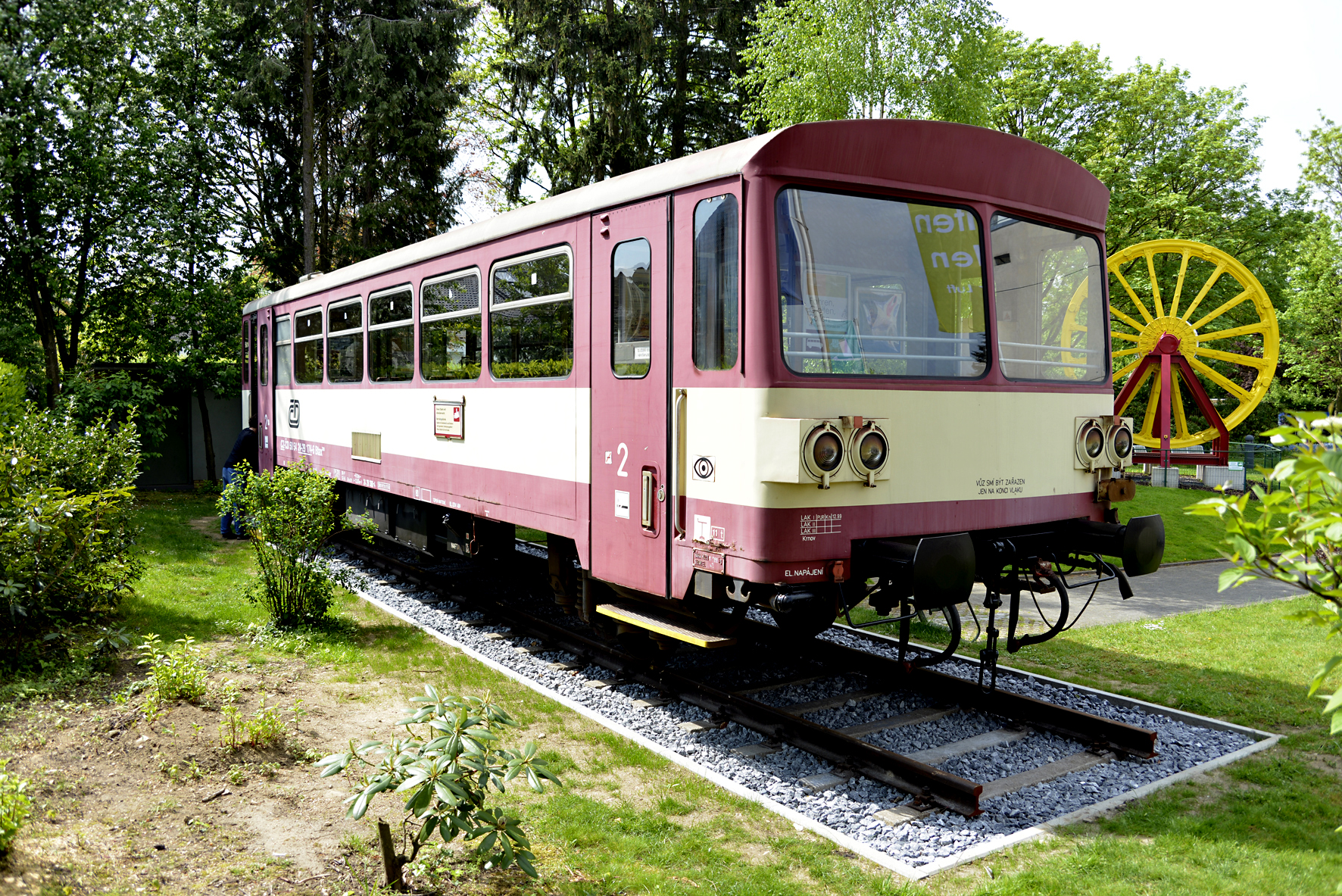
Vůz Btax v Hornoslezském zemském muzeu v Ratingen-Hösel
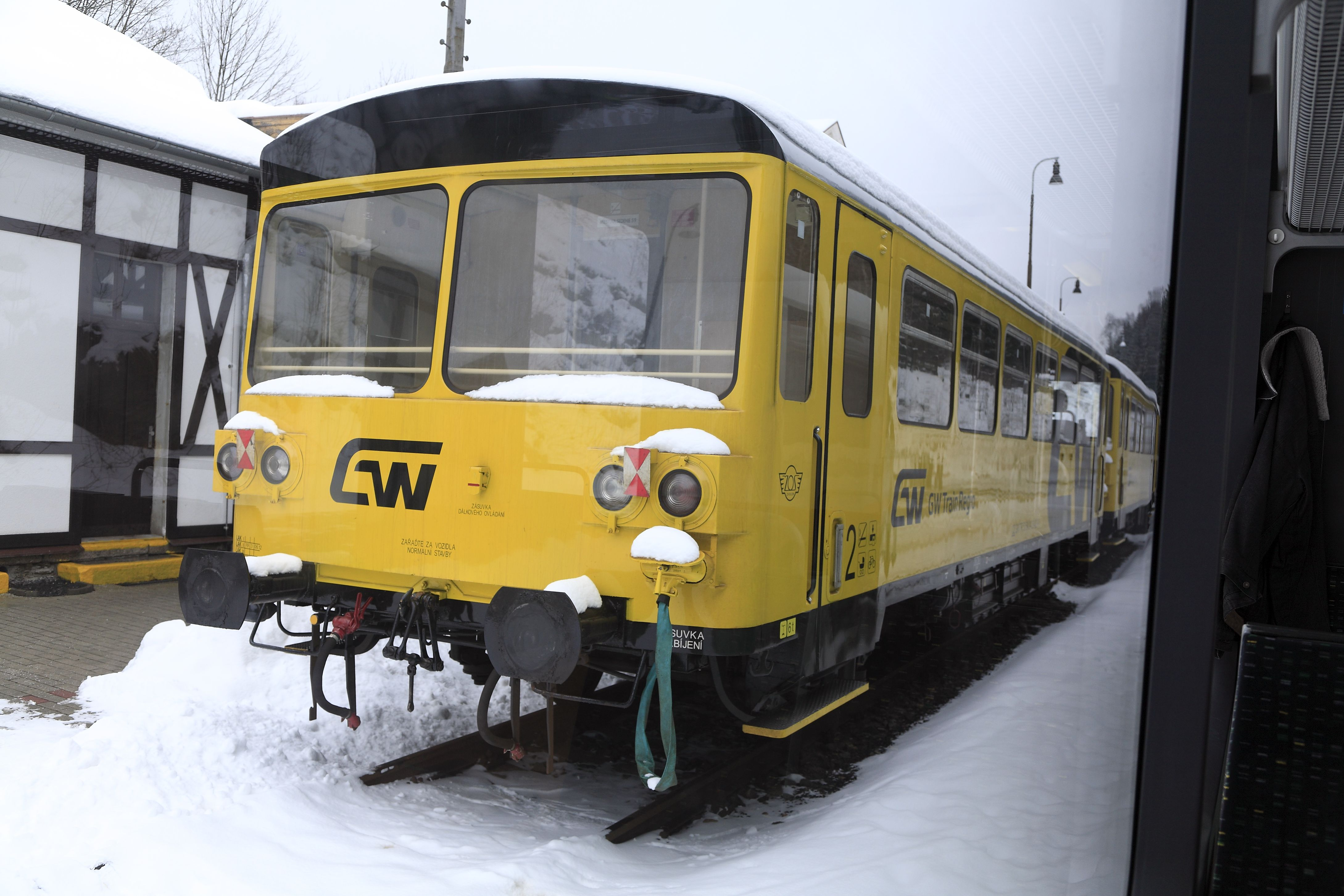
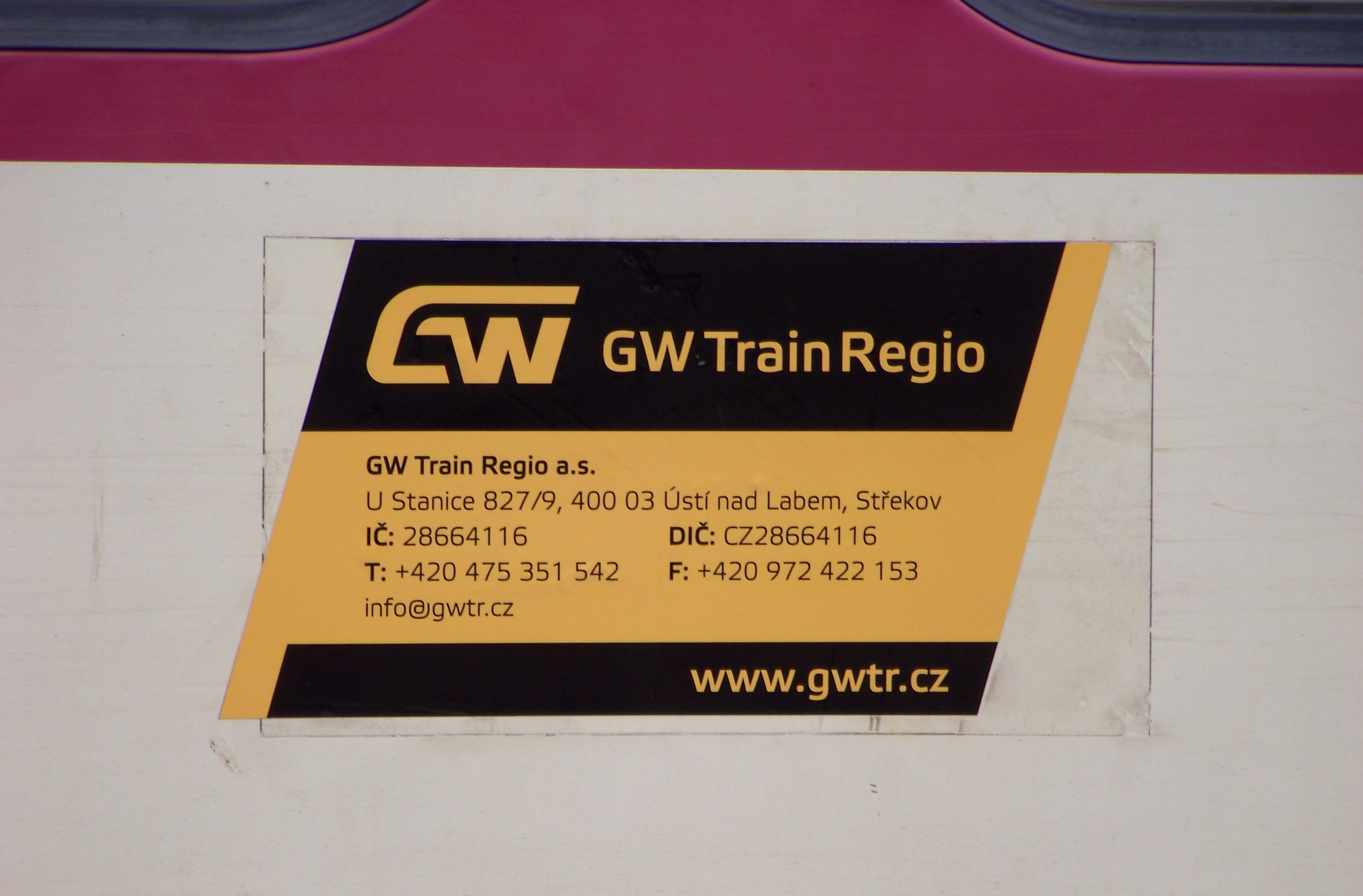
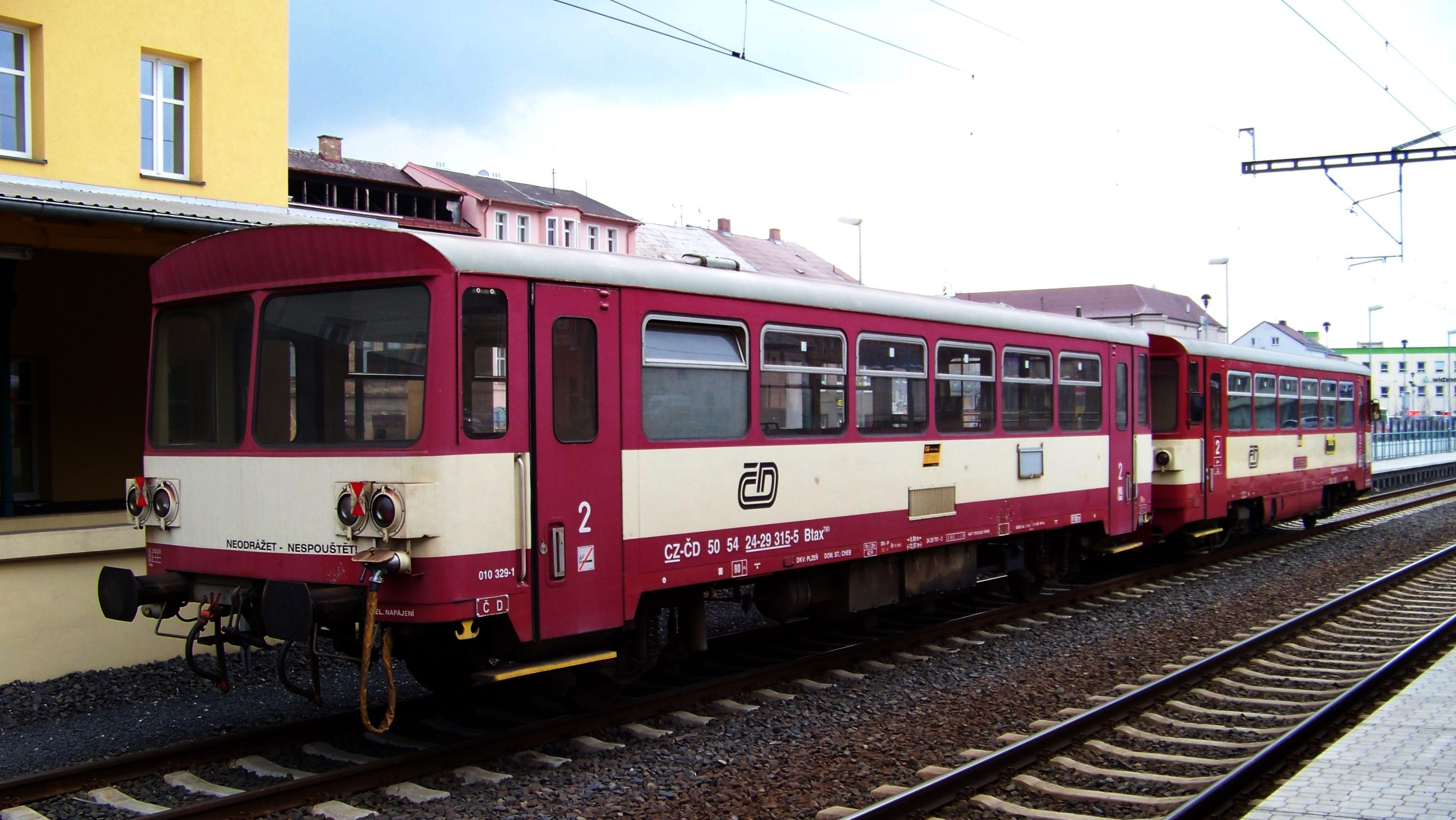